# 好戰王
好戰王是一匹已退役的純種競賽馬匹，曾經贏得賽馬會錦標、愛爾蘭冠軍錦標和英國冠軍錦標。同時，牠亦是2016年的歐洲最佳三歲雄馬。

## 競賽生涯
好戰王於2015年7月28日開始競賽生涯,他在拉泰斯特德比克參加一場1400米的賽事並由艾錦明策騎。最後以一又二分之一個馬位擊敗Dream Dy首嘗勝利。8月21日,他在克拉方丹參加一場1600米的賽事並由蘇銘倫策騎,最後以三個馬位勝出。十月八日,好戰王直接挑戰分級賽波爾多準則大賽,並重配艾錦明，最後以三個馬位擊敗廄侶Camp Courage 首奪分級賽殊榮。十一月一日,好戰王於聖格盧參與1400米的一級賽準則國際錦標敗給中產畫匠只得第七。
在歐洲平地賽事重新開始後,三歲的好戰王以三級賽方丹白露錦標作為新一個賽季的地標戰,但被民間智慧大敗三個馬位得第三。十一天後再度出戰,角逐傑時錦標。他在蘇銘倫胯下大勝由費伯華訓練的Floodlight 三個馬位,取得新一季的首場勝仗。六月五日,好戰王角逐賽馬會錦標(法國打吡大賽),由於蘇銘倫需要策騎其合作馬主阿迦汗旗下的實穩金,好戰王決定重配艾錦明出賽。除了實穩金外,民間智慧,妙聲傳城及廄侶名蓋天下等實力馬亦有參戰,但好戰王力拒這些馬的來犯,在最後400米中率先上前把妙聲傳城趕過,在艾錦明的催策下憑其衝剌力擴大領先差距,雖則實穩金在蘇銘倫胯下加速,希望收復失地,但好戰王仍以一個半馬位勝出,摘下首個一級賽冠軍.八月十五日,經過十個星期的休息後,好戰王在多維爾角逐二級賽奧蘭奴錦標,再度與蹄下敗將實穏金交鋒,這次實穩金負隅頑抗,好戰王在最後七十米才透出並驚險地奪下這場勝利。九月十日,好戰王到李奧柏角逐愛爾蘭冠軍錦標,這次亦是他首次與年長馬交鋒,這次參戰大部分都是實力馬,包括葉森打吡及愛爾蘭打吡雙料冠軍夏辛村,橫掃歐洲一哩及雌馬賽事的各管各及其廄侶豔跡可尋和高地之舞和2015年法國打吡大賽冠軍新桂等對手,好戰王在初段佔據內檔,在最後直路移出外檔望空衝刺,他在蘇鉻倫胯下發揮強勁的後勁以三個馬位擊敗豔跡可尋,首度與年長馬交鋒即取得勝利.其後,好戰王決定放棄角逐凱旋門大賽,矛頭直指英國冠軍錦標。十月十四日,好戰王於雅士谷出戰英國冠軍錦標,再次面對著剛勝出凱旋門大賽的豔跡可尋,威爾斯親王錦標冠軍築夢揚帆及木球能手等馬,他展現出強大的實力,在接近最後200米處越過幻想大亨,並以兩個馬位再次撃敗豔跡可尋,摘下冠軍
四歲的好戰王因盧傑馬房發生流感需要進行隔離檢疫，押後了復出的時間。八月，好戰王出戰白朗錦標，但此戰好戰王未能重拾佳態，在蘇銘倫催策下仍然毫無追勢，只能以第五名完成比賽。一週後，馬主便透過發言人宣布好戰王退役，並表示這個決定十分艱難，但這個決定是正確的選擇。因為以今仗的表現是絕對達不到出戰凱旋門大賽的目標。

## 配種生涯
2018年，好戰王將以每次35000英鎊的價錢開始其配種生涯。

## 其他成就
好戰王成為2016年度的歐洲最佳雄馬，其國際評分為129分，在全球排名榜的第四位。